# ملفين باريرا
ملفين باريرا (بالإسبانية: Melvin Barrera)‏ (5 أغسطس 1976 بالسلفادور - ) هو لاعب كرة قدم سلفادوري في مركز حراسة المرمى. شارك مع منتخب السلفادور لكرة القدم. أما مع النوادي، فقد لعب مع نادي أكويلا.

## وصلات خارجية
- ملفين باريرا على موقع ناشيونال فوتبول تيمز (الإنجليزية)